# Велика Ківара (присілок)
Велика Ківа́ра (рос. Большая Кивара) — присілок у Воткінському районі Удмуртії, Росія.
Населення становить 822 особи (2010, 918 у 2002).
Національний склад (2002):
- росіяни — 56 %
- удмурти — 42 %

Урбаноніми:
- вулиці — Зарічна, Ключова, Лебедєвої, Лісова, Молодіжна, Нова, Радгоспна, Радянська, Сонячна, Ювілейна
- проїзди — Ветеринарний, Лікарняний, Маслозаводський, Млиновий
- площі — Комсомольська

На південній околиці є поклади торфу.